# 戴南镇
戴南镇位于兴化市东南，南与姜堰接壤，东与东台相邻，境内有宁盐公路和京沪高速的支线盐靖高速。戴南历史上曾归属海陵（今泰州）、东台（属盐城），海安（属南通），1949年后划归兴化。2005年的社会总产值为105亿，位居苏中苏北前列，号称“苏中第一镇”，“中国不锈钢之乡”，对周边的乡镇产生了巨大的影响，形成了三市七镇的不锈钢生产基地。其中振亚螺钉、泰力不锈钢带厂等公司是其中规模较大，产品较全的不锈钢生产企业。
2021年3月11日，撤销戴南镇、张郭镇、茅山镇，设立新的戴南镇。以原戴南镇、张郭镇、茅山镇的行政区域为新的戴南镇行政区域。

## 行政区划
现辖：
顾中社区、顾庄水产社区、人民社区、护国社区、中迎村、戴泽村、永丰村、南朱村、东陈村、罗顾村、裴马村、双沐村、史堡村、雁伦村、北姜村、陈祁村、孙堡村、石万村、北孙村、丁吉村、顾庄村、光孝村、帅垛村、姜何村、张合村、黄夏村、花杨村、季家村、刁家村、冯田村、管家村、徐唐村、徐顾村、小良村、张万村、赵家村和董北村。
行政区划变更后，戴南镇辖6个居委会、58个村委会。